# ГЕС Каконде
ГЕС Каконде (порт. Usina Hidrelétrica de Caconde) — гідроелектростанція на сході Бразилії у штаті Сан-Паулу. Розташовуючись перед ГЕС Euclides da Cunha, становить верхній ступінь каскаду на річці Пардо, котра є лівою притокою Ріо-Гранде, що в свою чергу впадає зліва у Парану.
У межах проєкту річку перекрили земляною греблею висотою 51,5 метра та довжиною 640 метрів. Вона утримує витягнуте по долині річки на 57 км водосховище з площею поверхні 31 км2 та об'ємом 555 млн м3 (корисний об'єм 504 млн м3), в якому нормальне коливання рівня поверхні відбувається між позначками 825 та 855 метрів НРМ.
Через тунель діаметром 5 метрів вода подається до спорудженого під греблею машинного залу, де встановлено дві турбіни типу Френсіс загальною потужністю 80,4 МВт, що працюють при напорі 105 метрів.
Видача продукції відбувається по ЛЕП, розрахованій на напругу 138 кВ.